# Ligne de Marmande à Mont-de-Marsan
La ligne de Marmande à Mont-de-Marsan est une ligne de chemin de fer française, longue de 97,8 kilomètres, établie dans les départements de Lot-et-Garonne et des Landes. Elle est opérationnelle pour les voyageurs jusqu'en 1938 et pour les marchandises jusqu'en 1971.
La ligne relie la gare de Marmande, située sur la ligne de Bordeaux-Saint-Jean à Sète-Ville, à celle de Mont-de-Marsan, sur la ligne de Morcenx à Bagnères-de-Bigorre et terminus des lignes de Dax à Mont-de-Marsan et de Nérac à Mont-de-Marsan.
Elle constitue la ligne 642 000 du réseau ferré national.

## Histoire

### Mise en service
Les sections de Marmande à Casteljaloux et de Roquefort à Mont-de-Marsan ont été déclarées d'utilité publique et concédées à titre définitif à la Compagnie des chemins de fer du Midi et du Canal latéral à la Garonne le 14 décembre 1875. La même loi concédait, à titre éventuel et à la même compagnie la section de Casteljaloux à Roquefort.
La section de Casteljaloux à Roquefort a été déclarée d'utilité publique et concédée définitivement à la Compagnie du Midi le 25 mars 1885.
La ligne a été ouverte en trois étapes :
- de Roquefort à Mont-de-Marsan le 15 octobre 1882[4] ;
- de Marmande à Casteljaloux le 23 mai 1891[5] ;
- de Casteljaloux à Roquefort le 7 août 1893[6].

### Seconde Guerre mondiale
La ville de Mont-de-Marsan est traversée à partir du 25 juin 1940 par la ligne de démarcation (zone occupée au nord et zone libre au sud), scindant également le département des Landes en deux selon un axe Roquefort, Mont-de-Marsan, Saint-Sever, Hagetmau, jusqu'à Orthez. La section de la voie ferrée de la ligne de Marmande à Mont-de-Marsan, parallèle au boulevard d'Alingsås, matérialise une partie du tracé de cette ligne. Un point de passage, contrôlé par des sentinelles françaises et allemandes, est créé au passage à niveau situé au 43, avenue de Villeneuve. Une filière d'évasion utilise clandestinement un passage sous la voie ferrée au 1, chemin de l'Évasion.

### Fermetures et déclassement
La ligne est fermée dans sa totalité au service des voyageurs le 2 octobre 1938, puis fermée au service des marchandises de Casteljaloux à Bourriot-Bergonce le 1er février 1971 et de Bourriot-Bergonce à Roquefort le 5 juillet 1971.
La ligne est déclassée ou fermée en plusieurs étapes :
- de Casteljaloux à Bourriot-Bergonce (PK 104,390 à 139,400) le 24 février 1975[8] ;
- de Bourriot-Bergonce à Roquefort (PK 139,400 à 151,720) le 17 octobre 2001[9] ;
- section à Casteljaloux (PK 103,626 à 104,390) le 4 février 2010[10] ;
- d'Arue à Sarbazan (PK 151,720 à 156,406) le 19 mars 2015[11] ;
- de Marmande à Casteljaloux (PK 79,770 à 103,626) le 25 avril 2017[12].

## Exploitation
En grande partie déclassée ou fermée, la ligne n'est plus exploitée aujourd'hui que pour la desserte d'un dépôt d'hydrocarbures situé à 5 km de Mont-de-Marsan.

## Voie verte

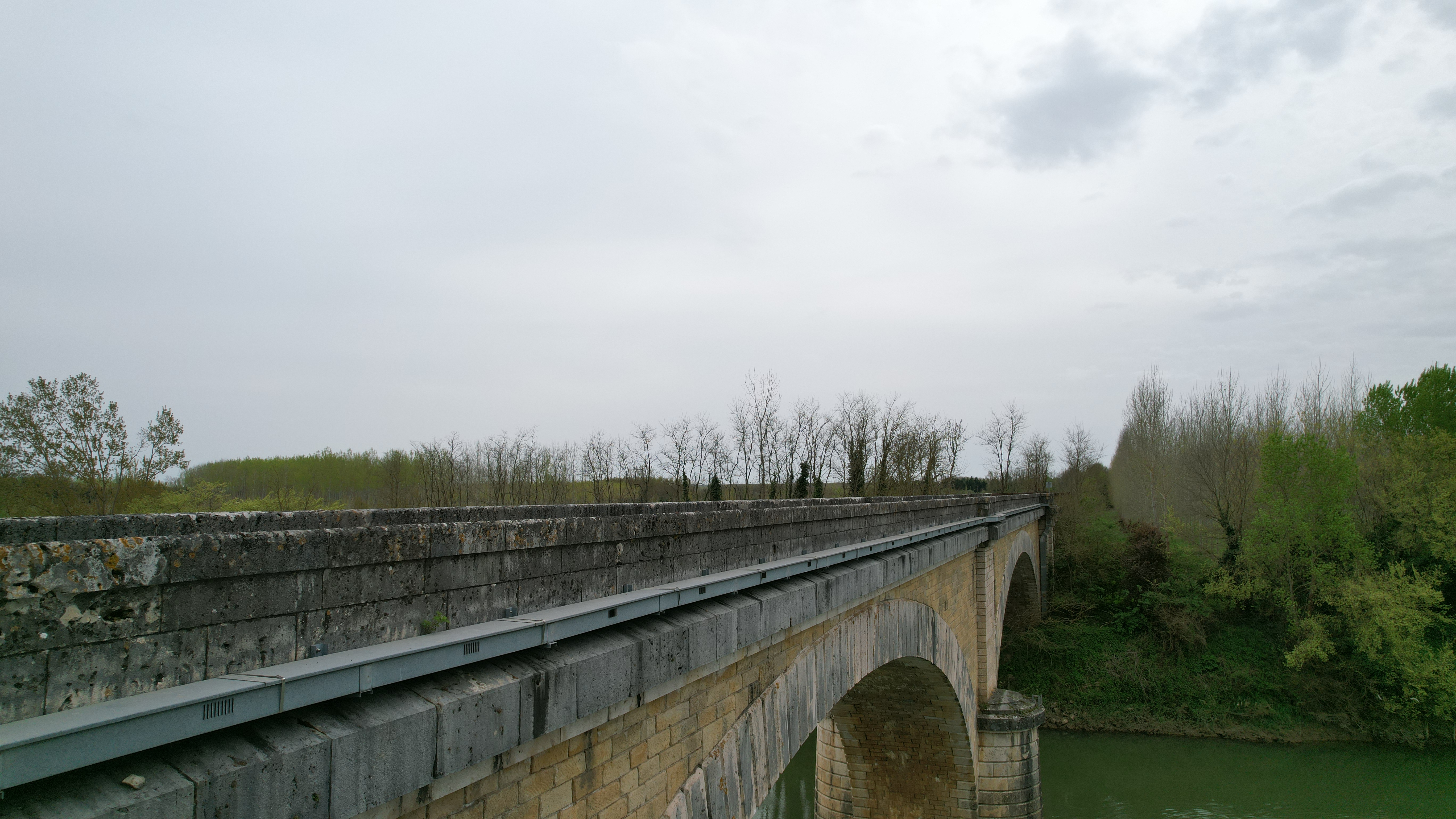
Viaduc de Thivras à Marmande, sur la Garonne.

Une voie verte est réalisée de Marmande à Casteljaloux

## Galerie
Mont-de-Marsan

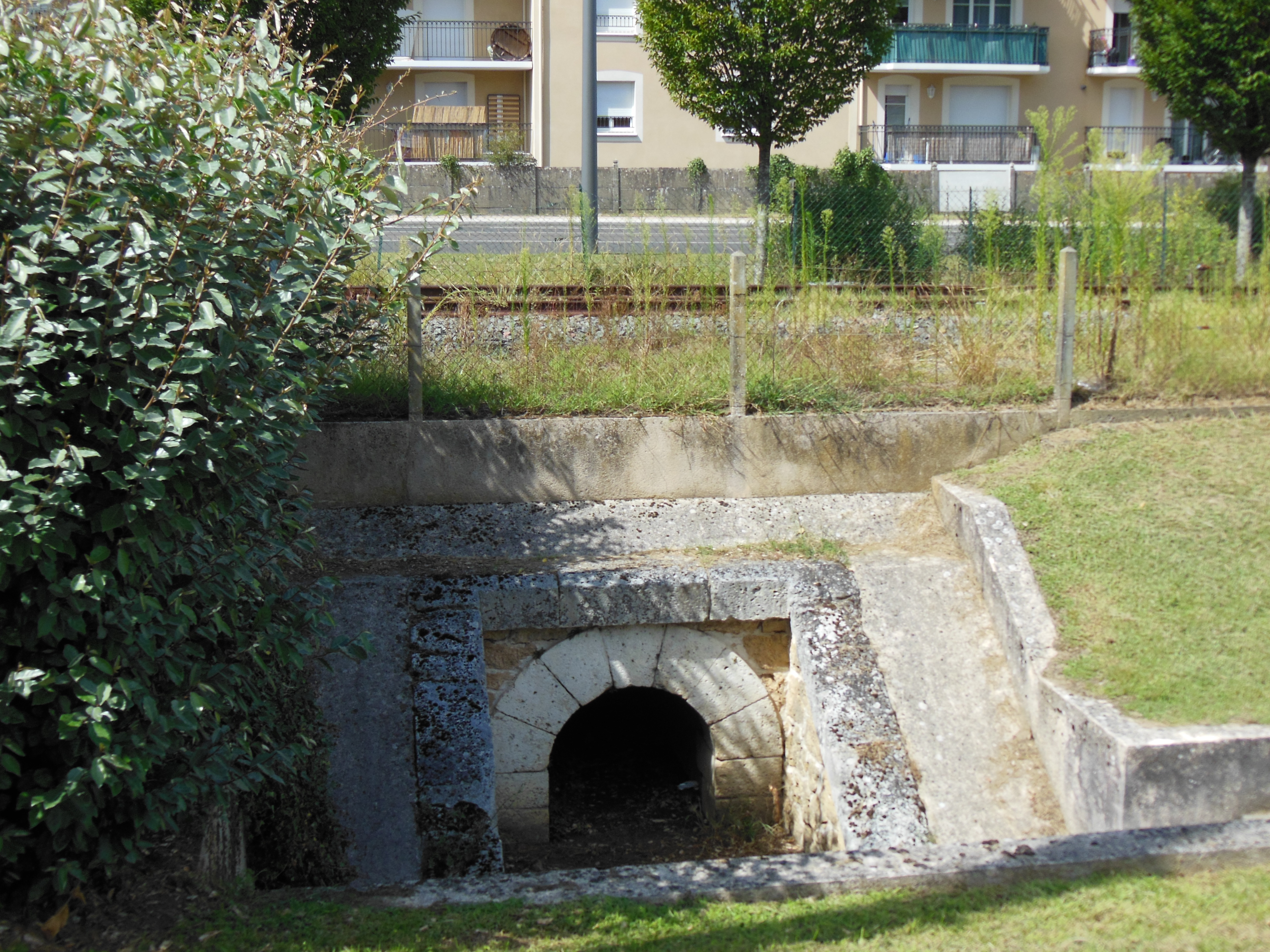
Ligne de Marmande à Mont-de-Marsan marquant la ligne de démarcation de 1940 à 1943. Le tunnel passant en dessous à Mont-de-Marsan est emprunté clandestinement par ceux cherchant à passer en zone libre. En 1972, il est rebaptisé « chemin de l'évasion »
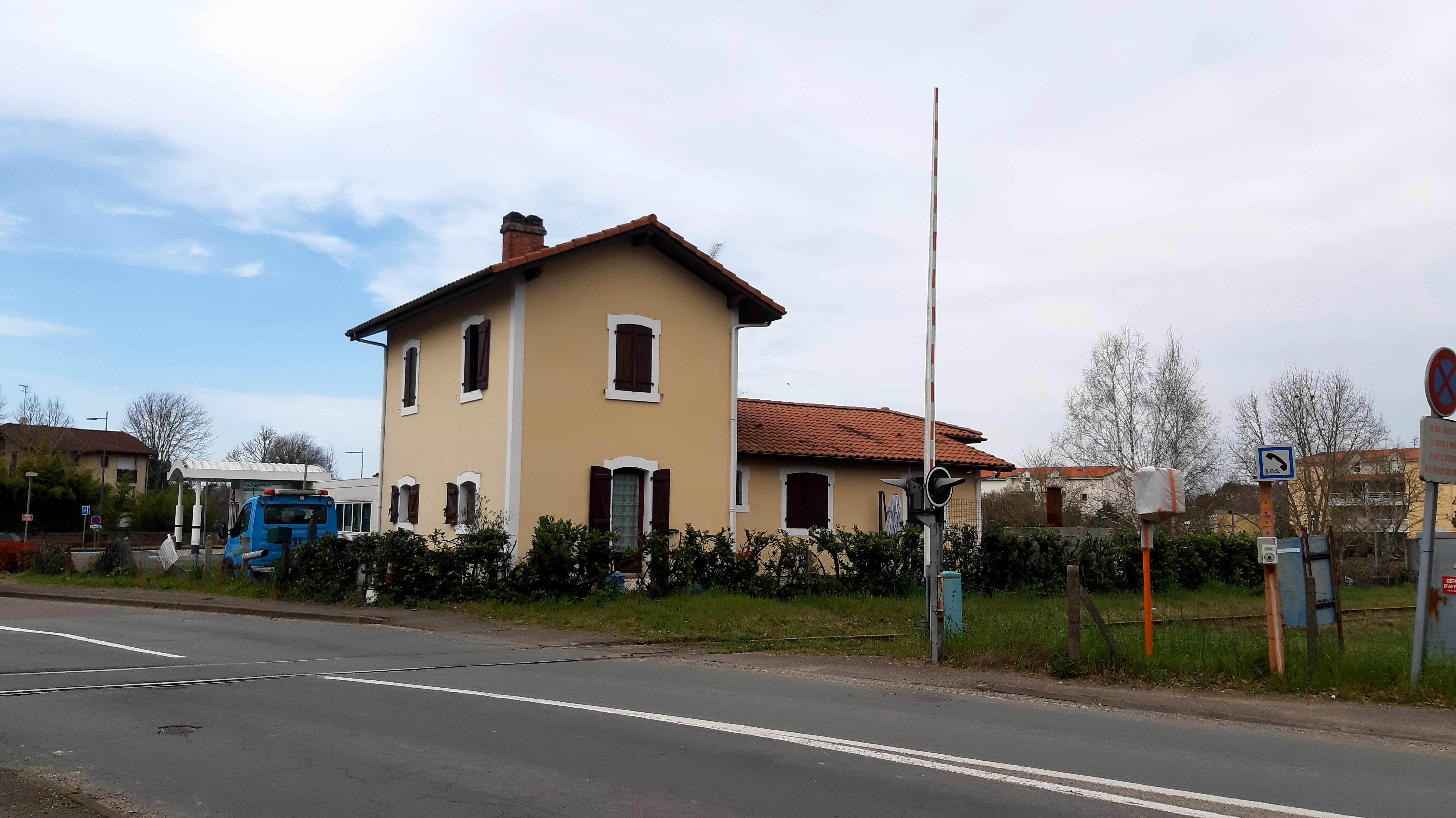
Passage à niveau situé 43 avenue Villeneuve à Mont-de-Marsan. Il servait de poste de contrôle du franchissement de la ligne de démarcation pendant la Seconde Guerre mondiale.
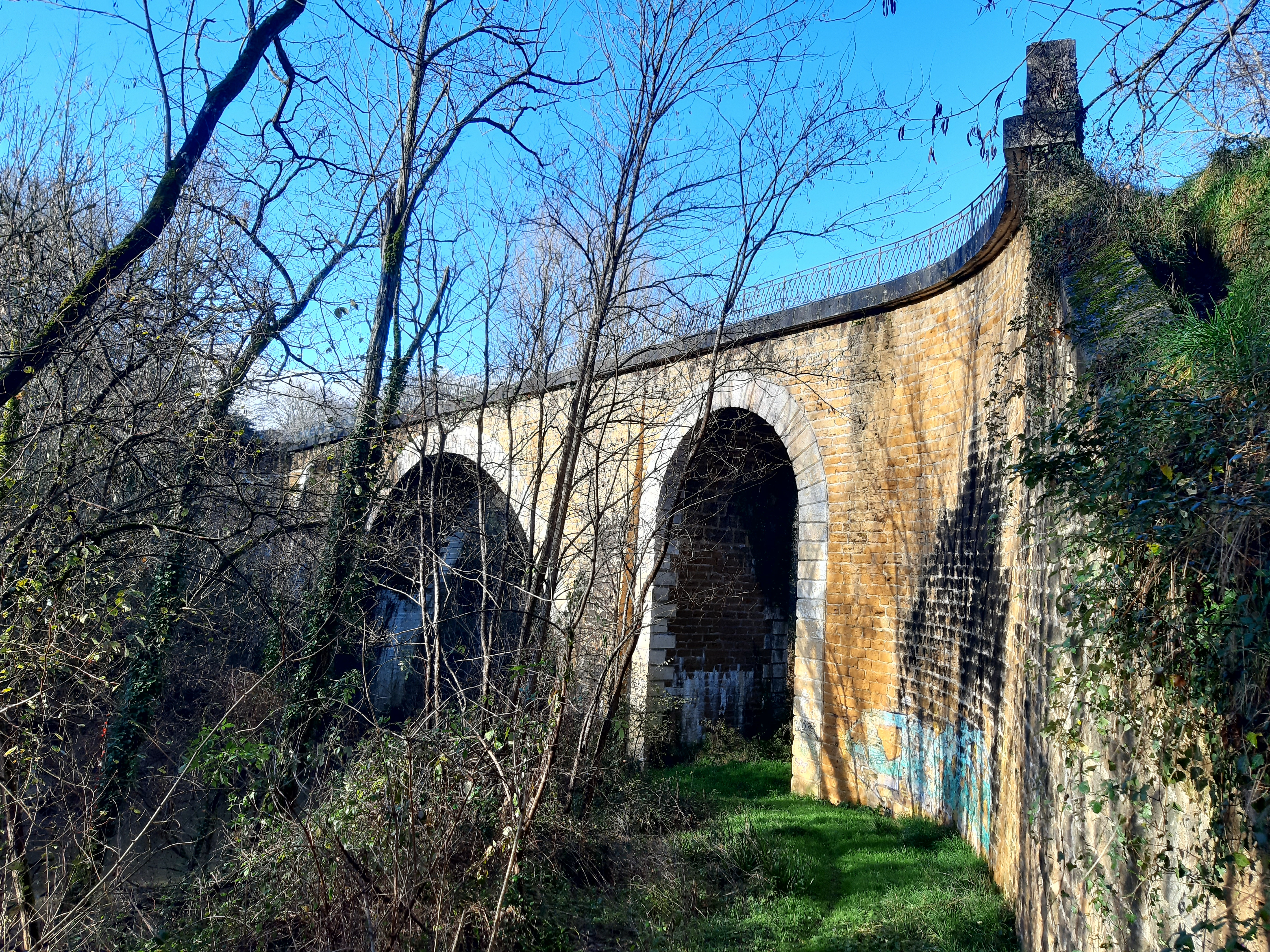
Pont de Mi-Carrère[n 1] sur le Midou supportant la voie ferrée à Mont-de-Marsan